# Greenfield (Iowa)
Greenfield é uma cidade localizada no estado americano de Iowa, no Condado de Adair.

## Demografia
Segundo o censo americano de 2000, a sua população era de 2129 habitantes.
Em 2006, foi estimada uma população de 1951, um decréscimo de 178 (-8.4%).

## Geografia
De acordo com o United States Census Bureau tem uma área de
4,7 km², dos quais 4,7 km² cobertos por terra e 0,0 km² cobertos por água. Greenfield localiza-se a aproximadamente 402 m acima do nível do mar.

## Localidades na vizinhança
O diagrama seguinte representa as localidades num raio de 28 km ao redor de Greenfield.